# Stephen Heilmann
Stephen Heilmann (* 17. August 1941 in Nuuk; † 1. Juni 2019) war ein grönländischer Politiker (Siumut) und Journalist.

## Leben
Stephen Heilmann war der Sohn des Buchhalters Peter Jørgen Morthen Joel Heilmann (1907–1982) und seiner Frau Mariane Julie Ane Kirsten Olsen (1913–?). Sein Onkel war der Katechet Karl Heilmann (1914–1998). Seine Mutter war die Tochter des Missionars Julius Olsen (1887–1972) und die Enkelin des Fotografen John Møller (1867–1935). Am 7. August 1982 heiratete er die Sozialpädagogin Regine Dorph (* 1952).
Stephen Heilmann studierte Medizin und Soziologie an der Universität Kopenhagen. Von 1967 bis 1974 arbeitete er als Freelancer in der Kopenhagen-Redaktion von Kalaallit Nunaata Radioa. Anschließend wurde er Direktor bei Nuuk TV. Ab 1976 war er Programmsekretär beim KNR. 1983 kandidierte er bei der Parlamentswahl, konnte jedoch nicht genügend Stimmen erreichen, um ins Inatsisartut einzuziehen. Jedoch wurde er dennoch zum Kultur-, Bildungs- und Kirchenminister im Kabinett Motzfeldt II ernannt. Nach nur einem Jahr gab es Neuwahlen und das ganze wiederholte sich: Heilmann bekam nicht genügend Stimmen und wurde später erneut zum Minister derselben Ressorts im Kabinett Motzfeldt III. 1987 kandidierte er noch einmal erfolglos und nahm seine Stelle als KNR-Programmsekretär wieder an. 1988 wurde er Informationschef bei Nuna-Tek. Von 1994 bis 1995 war er Unterchef der Radionachrichten beim KNR, dann Redaktionschef, bevor er 1997 abermals für ein Jahr Programmsekretär wurde und 1999 wieder Unterchef.
Neben seiner Arbeit als Programmsekretär war er ab 1976 Mitglied der Grönländischen Pressevereinigung und von 1979 bis 1981 deren Vorsitzender. Ab 1978 war er auch Mitglied des Dänischen Journalistenverbands. Am 27. Dezember 2007 erhielt er den Nersornaat in Silber. Er starb nach kurzer Krankheit am 1. Juni 2019 im Alter von 77 Jahren.